# Cláudio José Gonçalves Ponce de Leão

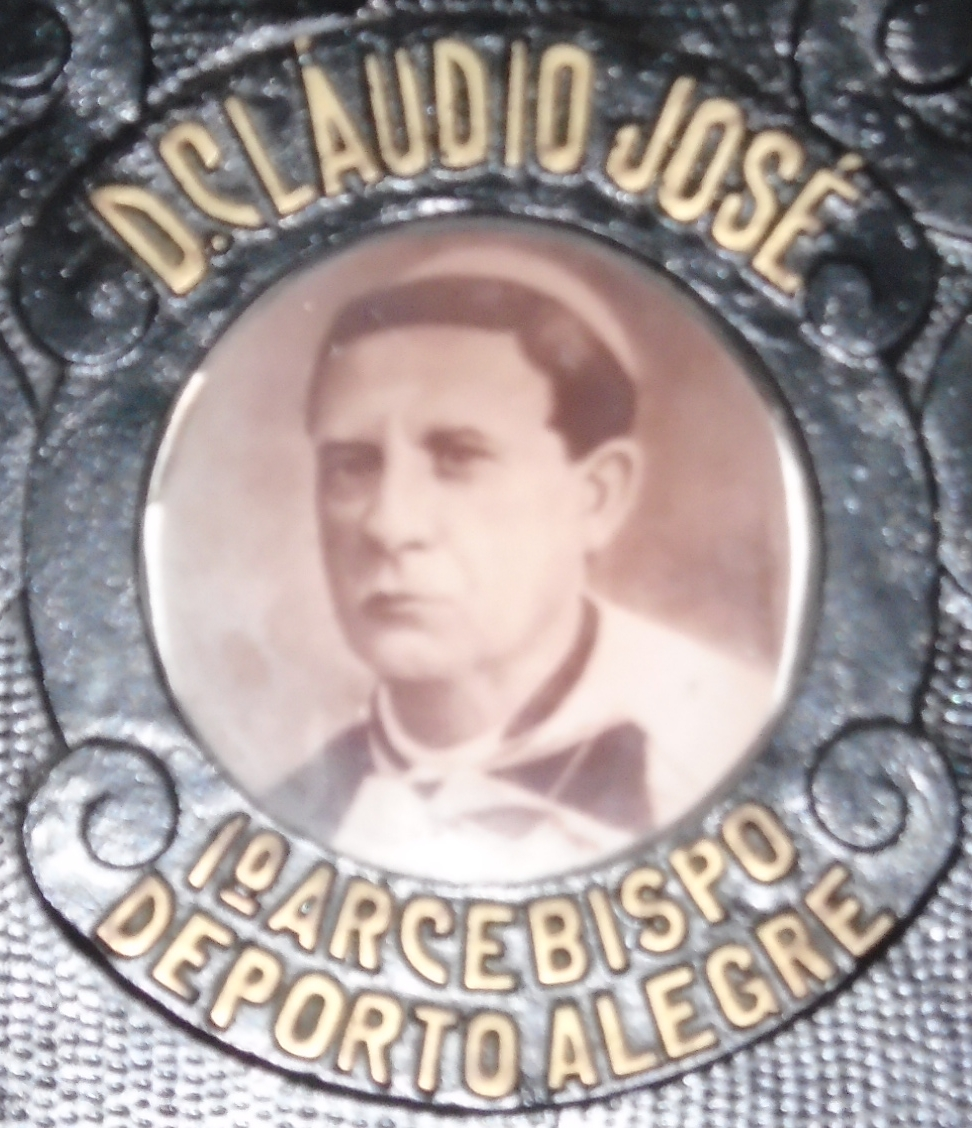
Cláudio José Gonçalves Ponce de Leão

Cláudio José Gonçalves Ponce de Leão CM (* 21. Februar 1841 in Salvador; † 27. Mai 1924 in Rio de Janeiro) war ein brasilianischer Ordensgeistlicher und römisch-katholischer Erzbischof von Porto Alegre.

## Leben
Cláudio José Gonçalves Ponce de Leão trat der Ordensgemeinschaft der Lazaristen bei. Er wurde am 22. Dezember 1866 zum Diakon geweiht und empfing am 15. Juni 1867 das Sakrament der Priesterweihe. Anschließend lehrte Gonçalves Ponce de Leão am Priesterseminar von Ceará und ab 1875 am Priesterseminar São José in Rio de Janeiro.
Am 5. März 1881 präsentierte ihn Kaiser Peter II. von Brasilien als Bischof von Goiás. Nachdem Papst Leo XIII. am 13. Mai 1881 diese Ernennung bestätigt hatte, spendete ihm am 24. Juli desselben Jahres der Internuntius in Brasilien, Erzbischof Angelo Di Pietro, die Bischofsweihe; Mitkonsekratoren waren der Bischof von São Sebastião do Rio de Janeiro, Pedro Maria de Lacerda, und der Bischof von Mariana, Antônio Maria Corrêa de Sá e Benevides.
Am 26. Juni 1890 bestellte ihn Leo XIII. zum Bischof von São Pedro do Rio Grande do Sul (ab 1910 Bistum Porto Alegre). 1906 überlebte er die Schiffskatastrophe des Passagierdampfschiffes Sirio, das auf der Route Genua – Buenos Aires vor der spanischen Mittelmeerküste sank.
Cláudio José Gonçalves Ponce de Leão wurde am 15. August 1910 infolge der Erhebung des Bistums Porto Alegre zum Erzbistum erster Erzbischof von Porto Alegre. Papst Pius X. nahm am 9. Januar 1912 das von Gonçalves Ponce de Leão vorgebrachte Rücktrittsgesuch an und ernannte ihn zum Titularerzbischof von Anazarbus.